# لوچیا ساردو
لوچیا ساردو (ایتالیایی: Lucia Sardo؛ زادهٔ ۱۳ دسامبر ۱۹۵۲) بازیگر اهل ایتالیا است.
از فیلم‌ها یا برنامه‌های تلویزیونی که وی در آن نقش داشته‌است، می‌توان به قتل، دختر سیسیلی، مالنا و عشق گمشده اشاره کرد.